# دم‌کرکی بال‌سفید
یلوه دم‌کرکی بال‌سفید (نام علمی: Sarothrura ayresi) نام یک گونه از تیره یلوگان است.